# نادیا ساوچنکو
نادیا ویکتوریونا ساوچنکو (اوکراینی: Надія Викторівна Савченко؛ زادهٔ ۱۱ مه ۱۹۸۱) ستوانیکم خلبان هواگرد جنگنده سوخو-۲۴ نیروی هوایی اوکراین و بالگرد میل -۲۴ نیروی زمینی اوکراین و تنها خلبان زن این دو پرنده در نیروهای مسلح اوکراین بود. وی همچنین سیاستمدار و نماینده سابق مجلس اوکراین است. ساوچنکو تنها سرباز زن اوکراینی نیروهای حافظ صلح اوکراین طی سال‌های ۲۰۰۴–۲۰۰۸ در عراق بود.

## پیشینه
در طول جنگ ۲۰۱۴ در دونباس، ساوچنکو با درجه ستوان‌یکم نیروی زمینی اوکراین، به عنوان مربی واحد پیاده‌نظام داوطلب، گردان تهاجمی جداگانه، خدمت کرد. در ژوئن ۲۰۱۴، او توسط نیروهای طرفدار روسیه در شرق اوکراین دستگیر و به روسیه تحویل داده شد و در آنجا متهم به فرماندهی سامانه شلیک توپخانه‌ای بود که دو خبرنگار تلویزیون دولتی روسیه ایگور کورنلیوک و آنتون ولوشین را در مواضع نیروهای طرفدار روسیه، در اوکراین کشتند.
علیرغم ربوده شدن از خاک اوکراین یک ساعت قبل از مرگ روزنامه‌نگاران، ساوچنکو متعاقباً متهم و محکوم به قتل و عبور غیرقانونی از مرز دولتی روسیه شد.
یکی از وکلای او به نام مارک فایگین گفت که او یک اسیر جنگی است و از کمیته بین‌المللی صلیب سرخ و سازمان ملل خواست تا خواستار آزادی فوری او و سایر اسرای اوکراینی شوند تا مبادا روسیه نقض قوانین کنوانسیون ژنو را در دستور کار قرار دهد. وزرای اتحادیه اروپا و نماینده آنها بازداشت ساوچنکو را غیرقانونی می‌دانستند و اعتراض آن‌ها حاکی از این بود که در محاکمه او حقوق اولیه متهم از جمله حق دادرسی عادلانه، رعایت نشده‌است.
ساوچنکو در انتخابات پارلمانی اوکراین در سال ۲۰۱۴ رسماً از پست نظامی خود استعفا داد و در نوامبر ۲۰۱۴، در حالی که هنوز در زندان بود، به عنوان نماینده مجلس اوکراین انتخاب شد. در ۲۵ مه ۲۰۱۶، ساوچنکو در یک مبادله زندانی با افسران روسی یوگنی یروفیف و الکساندر الکساندروف آزادشد.
پس از بازگشت به اوکراین، ساوچنکو قصد خود را برای شرکت به عنوان نامزد ریاست جمهوری در انتخابات ریاست جمهوری اوکراین در سال ۲۰۱۹ اعلام کرد. با این حال، او در ۲۲ مارس ۲۰۱۸ به اتهام طراحی یک حمله تروریستی برای سرنگونی دولت اوکراین دستگیر و سپس در ۱۵ آوریل ۲۰۱۹ آزاد شد.

## دستگیری توسط شبه نظامیان خلق دنباس
در طول جنگ در دنباس، ساوچنکو در شرق اوکراین در گردان پیاده‌نظام داوطلب جنگید. در ۱۷ ژوئن ۲۰۱۴، در ساعت ۱۰:۴۶ صبح، او در نزدیکی روستای متالیست، منطقه اسلویانوزبربسکاین، توسط اعضای گردان زاریا، یک گروه شبه نظامی مسلح طرفدار روسیه که وفاداری خود را با جمهوری خودخوانده خلق لوهانسک اعلام کرده بود، دستگیر شد. در ۱۹ ژوئن، ویدئویی از بازجویی او در مکانی نامعلوم در حالی که با دستبند به لوله‌های فلزی بسته شده بود در اینترنت پخش گردید. در ۲۰ ژوئن، ولادیمیر گروموف، رئیس سازمان ضد جاسوسی روسیه گفت که با ساوچنکو به خوبی رفتار می‌شود. در ۲۲ ژوئن، گزارش‌هایی در رسانه‌ها منتشر شد مبنی بر اینکه ساوچنکو به دونتسک منتقل شده‌است.

## پیشینه سیاسی
در انتخابات پارلمانی اوکراین در اکتبر ۲۰۱۴، ساوچنکو در لیست حزب میهن (اوکراین) قرار گرفت. در همین انتخابات، خواهرش ویرا ساوچنکو نیز کاندیدای همین حزب در حوزه انتخاباتی یاهوتین بود. در نتیجه این انتخابات نادیا ساوچنکو به عنوان معاون پارلمان اوکراین انتخاب شد. به همین دلیل ساوچنکو در ۷ نوامبر ۲۰۱۴ از ارتش اوکراین استعفا داد. دولت روسیه در حالی انتخابات اوکراین را به رسمیت شناخت که یک نماینده پارلمان از این کشور را در بازداشت نگه داشته بود.
در اواخر نوامبر ۲۰۱۴، ساوچنکو سوگند پارلمانی خود را امضا و آن را از طریق وکیل خود به اوکراین منتقل کرد. در ۲۵ دسامبر ۲۰۱۴، ساوچنکو در سهمیه اوکراین برای نمایندگان در مجمع پارلمانی شورای اروپا قرار گرفت. از نظر قانونی این امر مصونیت پارلمانی او را در همه کشورهای امضاکننده شورای عالی صلح، از جمله روسیه، تضمین کرد. در ۶ نوامبر ۲۰۱۵، اولین پیش نویس قانون ساوچنکو در حالی که او در روسیه زندانی بود به پارلمان ارائه شد.
در ۲۷ مه ۲۰۱۶، پس از بازگشت از روسیه در تبادل زندانیان، ساوچنکو گفت که آماده است در صورت تمایل اوکراینی‌ها رئیس‌جمهور اوکراین شود.

## اتهام تدارک یک حمله تروریستی در اوکراین
در ۱۵ مارس ۲۰۱۸، دادستان کل اوکراین، یوری لوتسنکو، ساوچنکو را به طراحی یک حمله تروریستی به پارلمان اوکراین متهم کرد. در ۲۲ مارس ۲۰۱۸، مجلس مصونیت پارلمانی ساوچنکو را سلب و اجازه بازداشت او را صادر کرد. در همان روز او به ظن برنامه‌ریزی برای حمله به مجلس و حمایت از کودتا دستگیر شد. ساوچنکو ادعا کرد که هیچ حمله تروریستی را برنامه‌ریزی نکرده‌است، اما در عوض با عوامل مخفی دولت اوکراین که به دنبال بی‌اعتبار کردن او بودند، صحبت کرده‌است. او در ۱۵ آوریل ۲۰۱۹ آزاد شد.

## دیدگاه‌های سیاسی
ساوچنکو معتقد است که اوکراین باید کم و بیش به یک دیکتاتوری با یک رهبر قدرتمند تبدیل شود تا در مقابل روسیه بایستد و پیروز شود. و در این رابطه الگوبرداری از رهبرانی نظیر آگوستو پینوشه، مارگارت تاچر، آنگلا مرکل، رونالد ریگان و نلسون ماندلا از سوی ساوچنکو پیشنهاد شد. همچنین وی عقیده دارد اوکراین باید الحاق کریمه به فدراسیون روسیه در سال ۲۰۱۴ را به عنوان تلاشی برای پایان دادن به جنگ در دونباس بپذیرد.

## نگارخانه

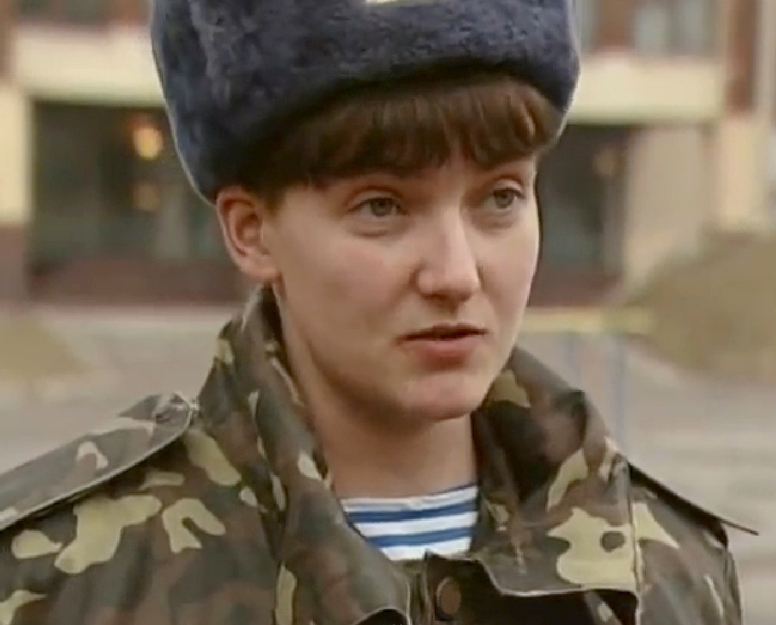
ساوچنکو یک خلبان نظامی اوکراینی و ستوان یکم سابق نیروی هوایی اوکراین است. او پس از انتخاب به عنوان نماینده پارلمان اوکراین استعفا داد.
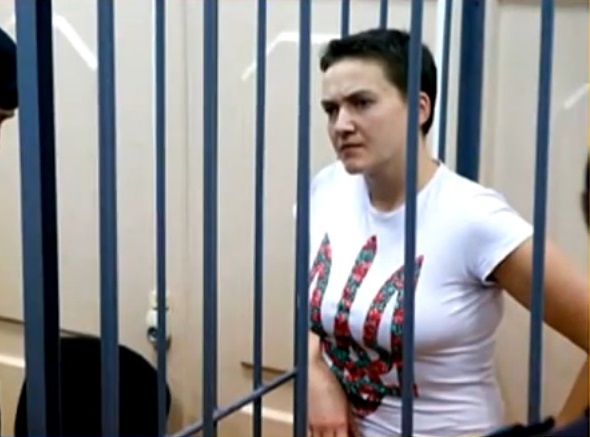
ساوچنکو در دادگاه باسمانی مسکو (۱۰ فوریه ۲۰۱۵).
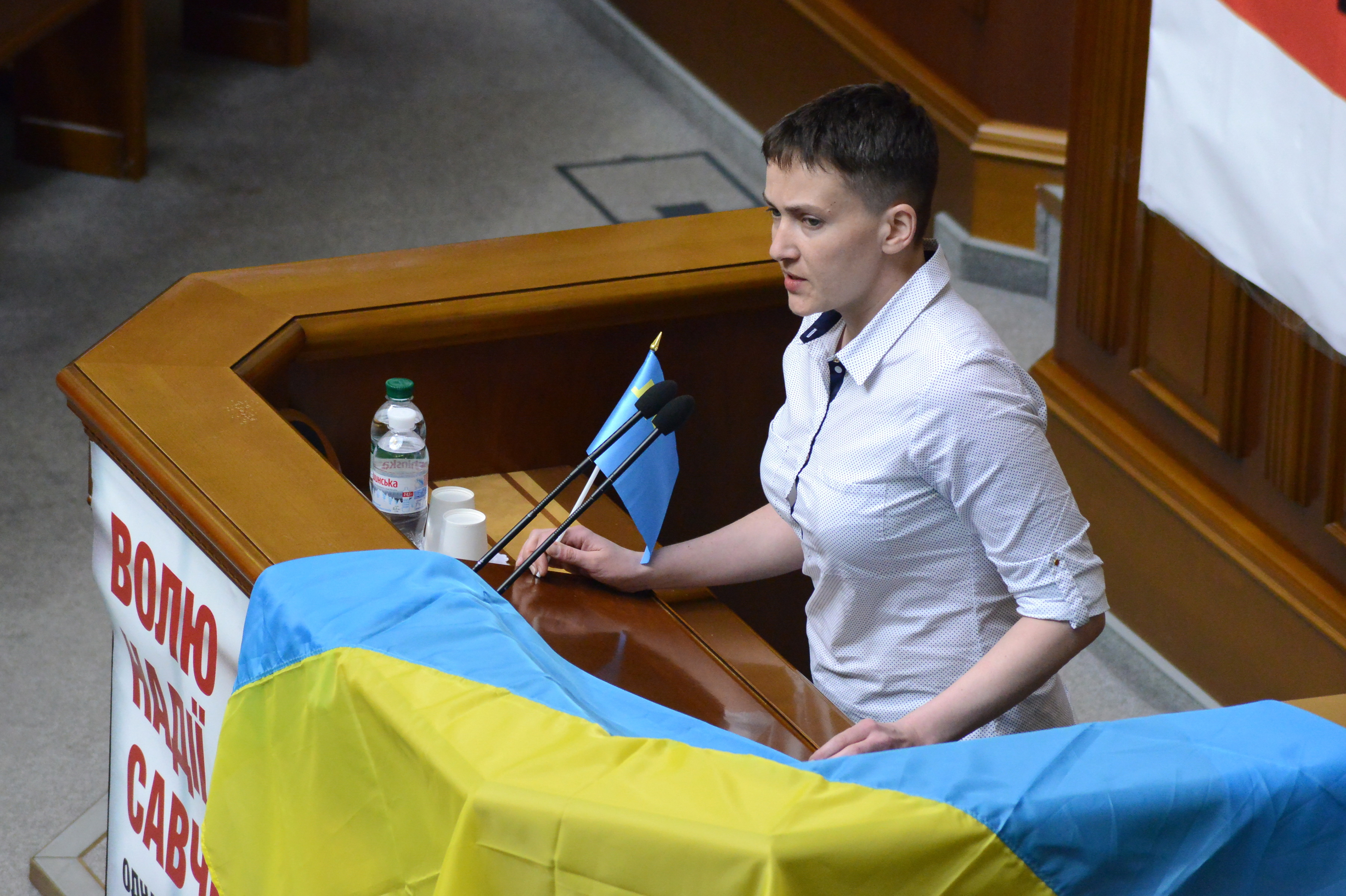
ساوچنکو در پارلمان اوکراین، ۳۱ مه ۲۰۱۶